# Île Heugh
L'île Heugh est une île française de l'archipel des Kerguelen située dans le golfe du Morbihan au large de la presqu'île du Gauss.